# Don't Sweat the Technique
Albums de Eric B. & Rakim
Let the Rhythm Hit 'Em
(1990) The Best of Eric B. and Rakim
(2001)
Singles
1. What's on Your Mind?
Sortie : 1992
2. Don't Sweat the Technique
Sortie : 1992
3. Casualties of War
Sortie : 1992

Don't Sweat the Technique est le quatrième et dernier album studio d'Eric B. & Rakim, sorti le 22 juin 1992.
Dans cet opus, Rakim rappe de manière beaucoup plus agressive sur des productions d'Eric B. très « jazzy » et soul.
L'album s'est classé 9e au Top R&B/Hip-Hop Albums et 22e au Billboard 200.

## Liste des titres
| No  | Titre                     | Contient un (des) sample(s) de                                                                    | Durée |
| --- | ------------------------- | ------------------------------------------------------------------------------------------------- | ----- |
| 1.  | What's on Your Mind?      | Curious de Midnight Star                                                                          | 5:31  |
| 2.  | Teach the Children        | Funky Broadway de James Brown                                                                     | 3:01  |
| 3.  | Pass the Hand Grenade     | Headless Heroes d'Eugene McDaniels                                                                | 3:14  |
| 4.  | Casualties of War         | Amen, Brother des Winstons Breakout de Johnny « Hammond » Smith                                   | 4:02  |
| 5.  | Rest Assured              | Life Could de Rotary Connection Think (About It) de Lyn Collins Dump the Bump des Olympic Runners | 3:36  |
| 6.  | The Punisher              | Take Me to the Mardi Gras de Bob James Gangster Boogie des Chicago Gangsters                      | 4:10  |
| 7.  | Relax with Pep            | Funky Drummer de James Brown What's Up Front That Counts des Counts                               | 4:00  |
| 8.  | Keep the Beat             | Blacks and Blues de Bobbi Humphrey                                                                | 4:15  |
| 9.  | What's Going On?          | Hihache du Lafayette Afro Rock Band Smokin Cheeba-Cheeba du Harlem Underground Band               | 3:52  |
| 10. | Know the Ledge            |                                                                                                   | 3:58  |
| 11. | Don't Sweat the Technique | Give It Up de Kool & The Gang Queen of the Nile de Young-Holt Unlimited                           | 4:22  |
| 12. | Kick Along                | Come on Feet Do Your Thing de Melvin Van Peebles                                                  | 3:26  |